# 日枝神社 (狛江市)
日枝神社（ひえじんじゃ）は、東京都狛江市駒井町一丁目に鎮座する神社である。大山咋神を祭神とする。かつて存在した駒井村の鎮守社。旧称山王権現社（旧字体：舊王權現社）。

## 地理
駒井町の最北、かつての駒井村小字本村に位置する。駒井地区で最も標高が高くなっている台地である立川段丘上に位置し、地区内でも氾濫による水害を避けやすい位置にある。北で圓住院と接し、後述の通り密接な関係があった。約300メートル北側に岩戸八幡神社が、約450メートル西側に白幡菅原神社がそれぞれ鎮座する。

## 歴史

### 来歴
創建は不詳である。しかし江戸時代頃にはすでに存在し、例えば1808年（文化5年）に著された『新編武蔵国風土紀稿』に以下の記述がある。
この時代は現在のような本殿はなく、小さな祠のみ位置するという非常に小規模な神社であった。山王権現社と呼ばれていたこの神社は、圓住院持ちの小社で、その後明治時代の神仏分離により切り離され村持ちの鎮守社となったと考えられている。明治維新時に駒井村内上村中にあった「神明宮」と「愛宕山」が合祀されたとされる。1871年（明治4年）10月に村社に列格。その頃境内は206坪、氏子は45戸を数え段々と規模を増していき、これ以降、現在にも残る本殿などの信仰施設が設置されることとなる。この頃、社掌は伊豆美神社の小町氏が兼務していた。明治時代の日枝神社の様子は、以下の通り『狛江村誌』に詳細に記述されている。
その後昭和時代となり、現在にも残る石造物などが多く建立される。1915年5月25日の狛江大空襲（山手大空襲の一部）の際には駒井各地がアメリカ軍の焼夷弾による絨毯爆撃により破壊されたが、この日枝神社は被害を免れている。平成時代となり、生活様式が大幅に変化するとそれに合わせ例大祭の日程が変更されるなど（詳細は節「祭礼」を参照）、現在も駒井の一部としての機能を担っている。

### 伝説
駒井地区で伝承される伝説の1つに、日枝神社の神体は江戸時代の大水害によって流され、境内に存在しないという話がある。伝説によれば、溢れた水は神社の本殿ごと流し去り、中に安置されていた神体は現在の大田区の方まで流されたという。村人は返還を願出たが断られ、現在も返還に至っていないという。

## 境内

### 信仰施設

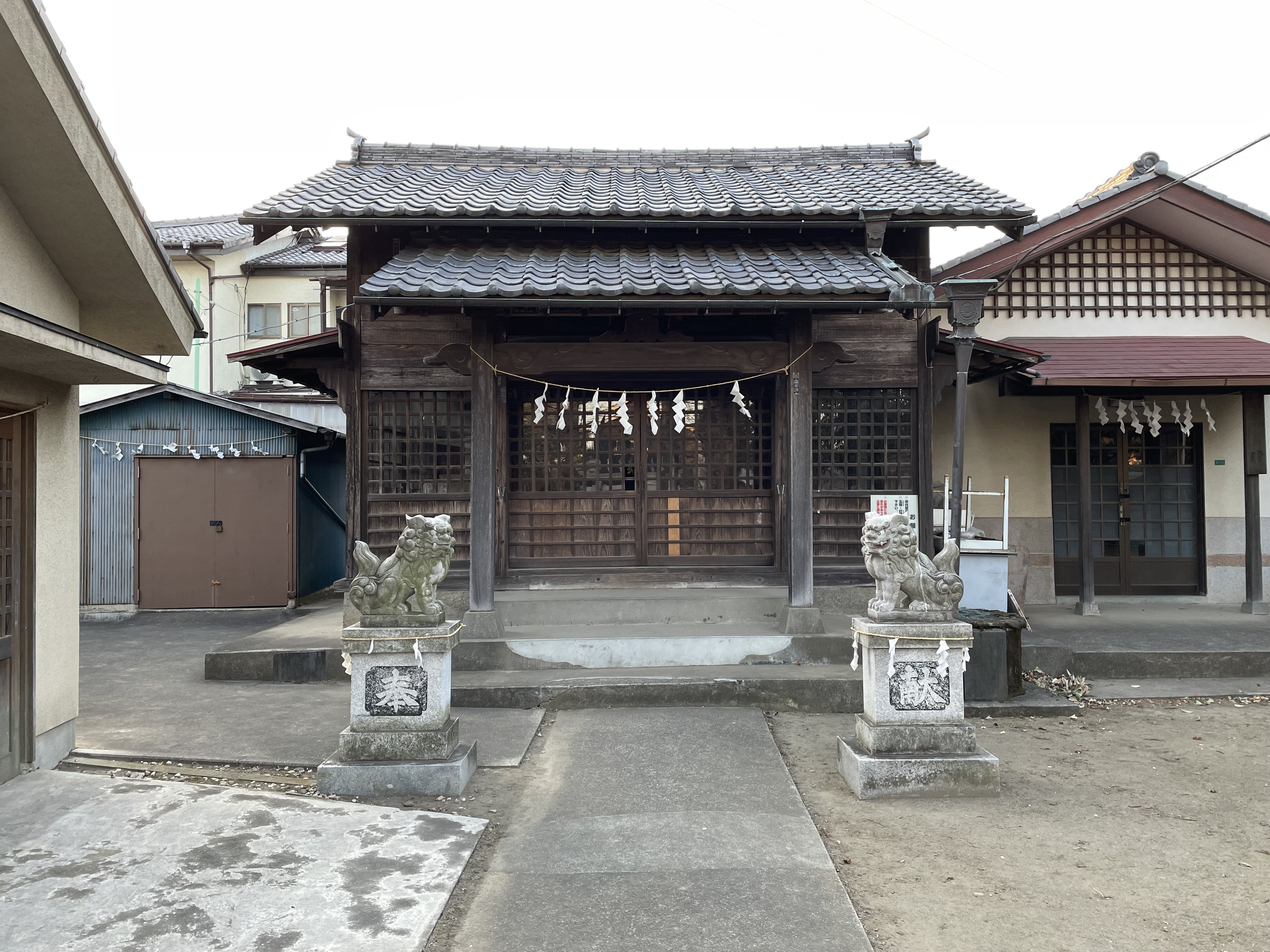
本殿。

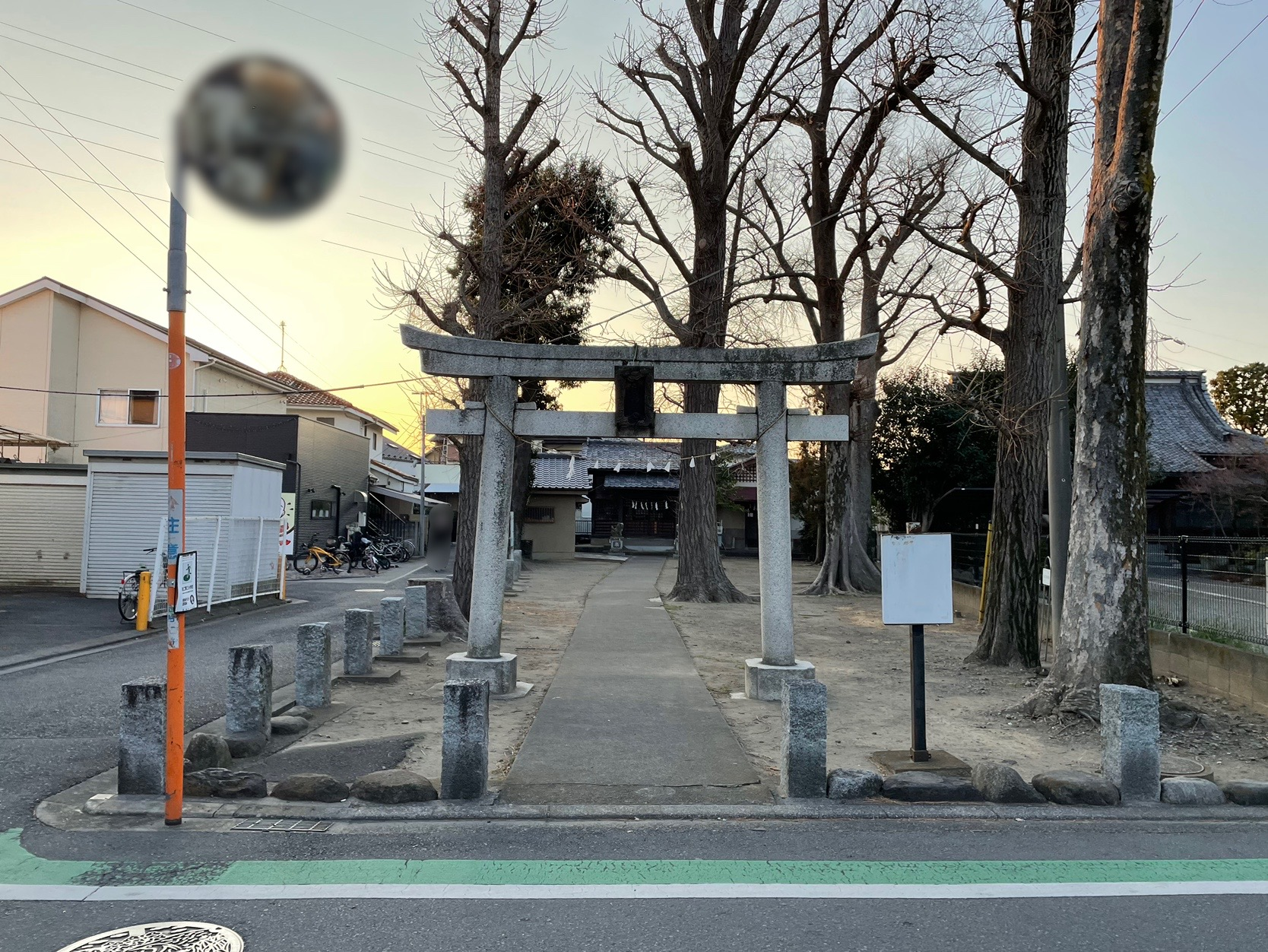
鳥居から本堂を見る。

境内に入り、参道の正面に拝殿が位置し、その奥に本殿が鎮座する。拝殿は4間4方・木造瓦葺きである。拝殿の南に御輿庫が、北に参集殿がそれぞれ位置する。この参集殿は木造平屋建てで、かつては公民館としての機能も併せ持った。
境内入口の石鳥居は1941年（昭和16年）に建立されたもので、高さ3メートル、横幅4.6メートルである。玉垣は花崗岩製で、1988年（昭和63年）10月に建立された。狛犬は1982年（昭和57年）奉納。長水鉢は自然石を貼り付けたコンクリート製で1916年（大正5年）5月1日に奉納されたもの。参道両脇にある石灯籠は1813年（文化13年）に建立された古いもので、駒井村と宿河原村の有志が共同で奉納したものである。最も古い石造物は竿石のみ現存する石灯籠の一部で、建年は1800年（寛政12年）と自身に刻銘されている。表参道の脇に植っているイチョウが神木となっている。

### 管理
信仰施設の整備維持は宮世話人と呼ばれる氏子の代表者や世話人が担当していたが、昭和30年代に日枝神社奉賛会が組織され、より体系的に神社の運営がなされるようになった。現在は駒井鎮守日枝神社奉賛会と改名していて、希望すれば信徒として加入できる。信徒は駒井鎮守日枝神社奉賛会会則の第四章第15条の定めにより会費として1口500円の支払いが義務になっている。かつては一律で500円であったが、現在では口数の上限を定めない1口500円を支払う形式に変化し、最低2口、旧家は6口ほどが相場になっているという。

## 祭礼
例大祭は10月第二土曜日から第二日曜日にかけて行われる。江戸時代以降伝統的に10月2日もしくは同月7日に行われていたが、平日に当たると参加できない人がいるため10月1日（都民の日）に変更された。学校は休みになるものの労働者は仕事で参加できないため現在の形式に改められた。土曜日は宵宮祭り、日曜日は本祭りが行われ日曜日に御輿の巡行などが行われる。
例大祭の運営は駒井鎮守日枝神社奉賛会・狛江睦会・駒井囃子保存会がそれぞれ担当している。例大祭当日では駒井睦会が神輿巡行など、駒井囃子保存会が囃子の演奏などを担当する。駒井囃子保存会は、目黒囃子の流れを汲む台町流を継承している。祭りの開催については毎年8月初旬に行われる「全体会」で決定される。開催が決定されるとその後諸々の準備が始まり、前日までに舞台の組み上げなどが終わる。
例大祭当日は、正午に伊豆美神社宮司による神事が執り行われた後、神輿の巡行が始まる。神輿は1998年（平成10年）に浅草の宮本卯之助商店で購入した中古であるものの状態の良かった神輿を使用している。それ以前は神輿を保有しておらず、宮本卯之助商店で借りたものを使ったり、日活撮影所の撮影用の神輿を担いだり様々だった。
日枝神社における例大祭の日程は猪方の白幡菅原神社と全く同じ日程である。また、近くの岩戸八幡神社の例大祭は10月第一土曜日と翌日にかけて行われることになっているが、これが月を跨ぐと10月第二土曜日と翌日に移動するため、7年に1回ほどの周期でこの場合3つの例大祭が同時に行われることとなる。